# Callaïs
Ne doit pas être confondu avec Calais (homonymie) ou Calaïs.

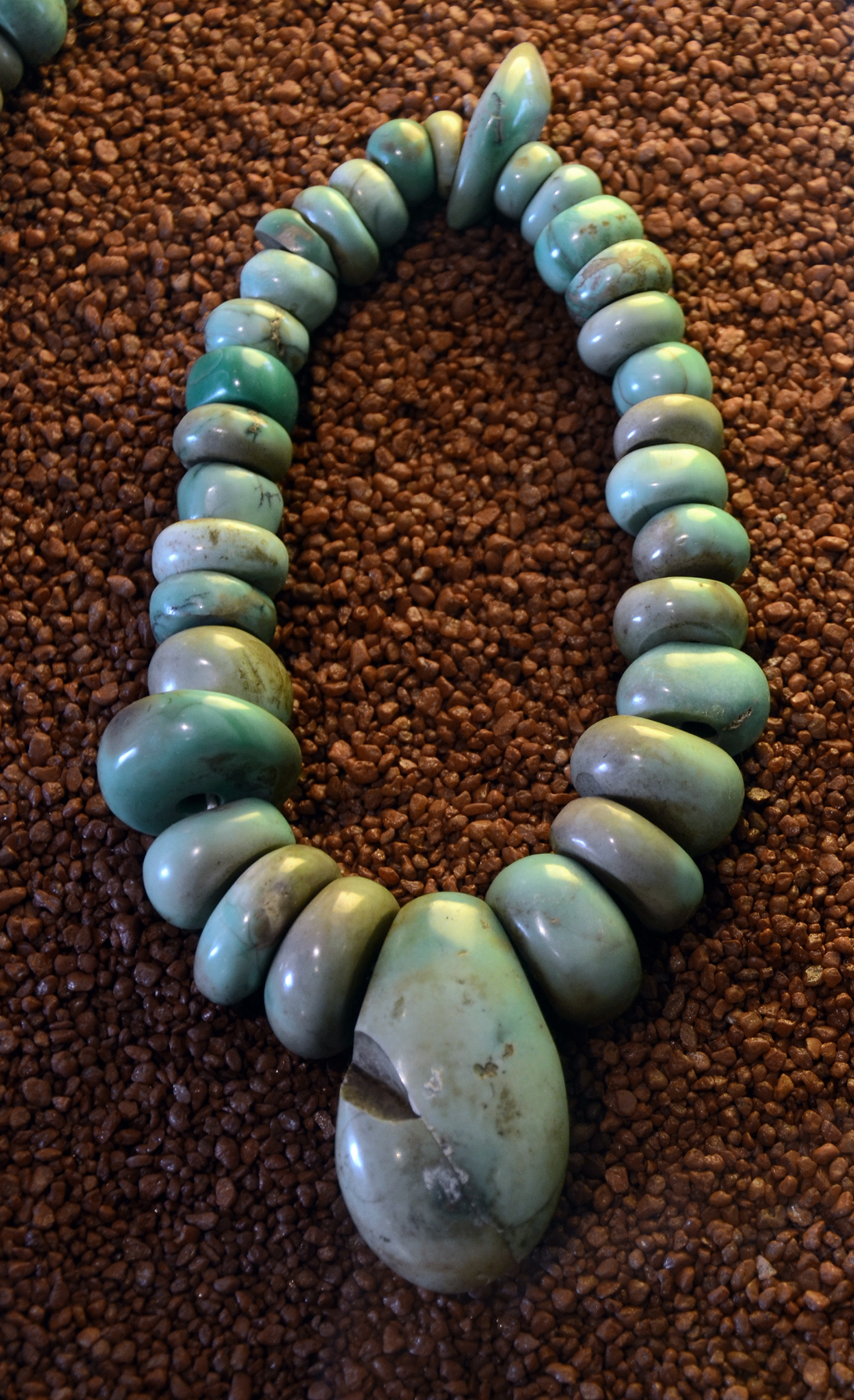
Perles de callaïs (ici, de la variscite) découvertes dans le tumulus de Tumiac (Morbihan).

Le terme « callaïs » est un terme vernaculaire qui désigne des roches vertes ou bleues utilisées pour produire des perles à la fin du Néolithique et au début de l'âge du bronze en Europe. La callaïs a été décrite par Pline l'Ancien pour qui elle est plus pâle que le lapis lazuli.
Il existe probablement des gîtes en Bretagne, à proximité de Locmariaquer où de nombreux vestiges en callaïs ont été mis au jour.
D'un point de vue minéralogique, les objets en callaïs sont des variscites, des jadéites, des néphrites, des turquoises ou des malachites.